# Jaime Sánchez Fernández

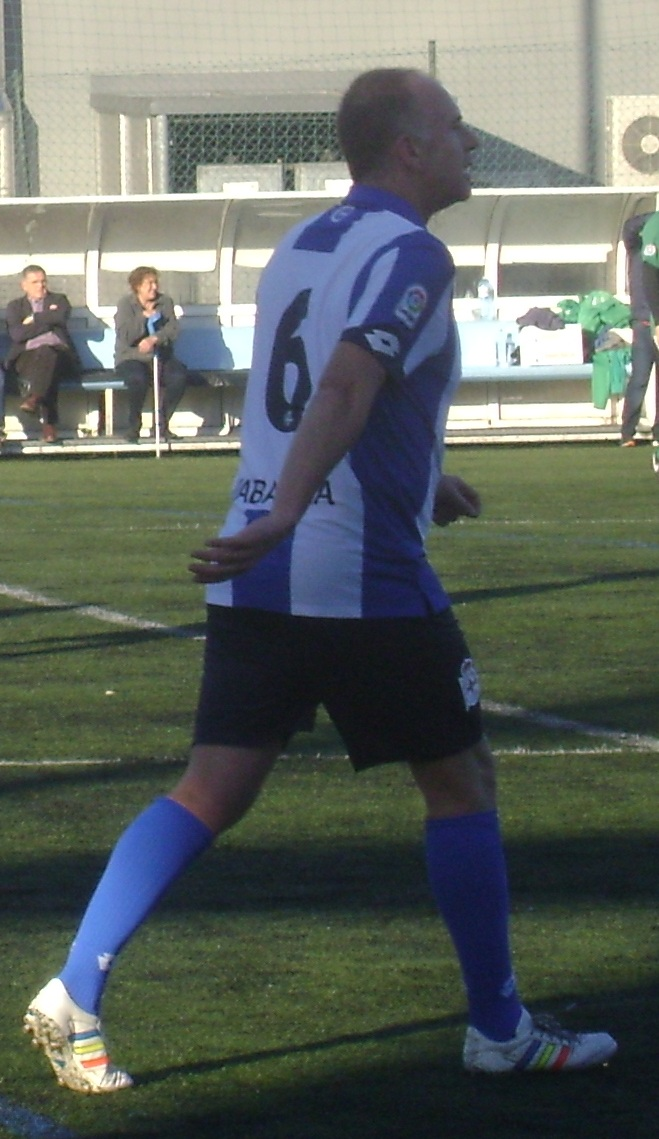
Jaime Sánchez Fernández

Jaime Sánchez Fernández (* 20. März 1973 in Madrid) ist ein ehemaliger spanischer Fußballspieler.

## Karriere
Jaime Sánchez Fernández spielte von 1994 bis 1996 zunächst für die zweite Mannschaft von Real Madrid, ehe er 1996/97 eine Saison für Racing de Santander in der Primera División spielte. 1997 kehrte er nach Madrid zurück und spielte bis 1999 für die erste Mannschaft von Real. Sein größter sportlicher Erfolg war der Gewinn der Champions League 1998 mit Real Madrid. Beim 1:0-Erfolg im Finale gegen Juventus Turin wurde er in der 82. Minute eingewechselt. 1999 wechselte er zu Deportivo La Coruña, mit denen er 2000 spanischer Meister wurde. 2001/02 folgte ein Abstecher zu CD Teneriffa.
2002 wechselte Jaime nach dem vierten Spieltag der Saison 2002/03 aus der spanischen Primera División von Deportivo auf Leihbasis zum Bundesliga-Aufsteiger Hannover 96. Hannover war unter Trainer Ralf Rangnick mit vier Niederlagen in die Saison gestartet und verpflichtete kurz vor Transferschluss fünf Spieler, darunter neben Jaime dessen spanische Landsleute Fernando Sánchez Cipitria und José Manuel Colmenero, die ebenfalls aus La Coruña zu den Niedersachsen wechselten. Der Transfer eines ehemaligen Champions-League-Gewinners nach Hannover kam überraschend und war den guten Kontakten des Sportdirektors Ricardo Moar zu verdanken, der im Juli 2002 selbst von Deportivo nach Hannover gekommen war. Jaime war der einzige aus dem spanischen Trio, der sich bei den Roten durchsetzen konnte und es innerhalb kurzer Zeit zum Publikumsliebling brachte. Am Ende der Saison, in der Hannover am vorletzten Spieltag der Klassenerhalt gelang und Jaime es auf 22 Bundesligaspiele brachte, musste er nach Spanien zurückkehren.
In der ersten Hälfte der Saison 2003/04 kam er bei Deportivo jedoch zu keinem Einsatz. Da Hannover 96 in der Winterpause erneut nach Verstärkungen im Mittelfeld suchte, konnte man sich mit La Coruña Ende Januar 2004 auf eine erneute Ausleihe bis Saisonende einigen. Jaime gelang bereits im ersten Spiel nach seiner Rückkehr sein einziger Bundesligatreffer (beim 3:2 gegen den Hamburger SV). Insgesamt brachte er es in der Rückrunde jedoch nur auf weitere 10 Spiele für Hannover. Nach Saisonende musste er erneut zurück nach Spanien.
Ab der Saison 2004/05 spielte er zunächst in der Primera División für Albacete Balompié, anschließend bis Mitte 2006 für Racing Club de Ferrol in der spanischen Segunda División. Inzwischen hat er seine aktive Karriere beendet und erwirbt in seiner Wahlheimat A Coruña das spanische Sportlehrer-Diplom.